# Otto Bohl (Politiker, 1882)
Otto Carl Wilhelm Ernst Helmut Fritz Bohl (* 25. August 1882 in Schwerin; † 10. Juni 1966 in Wyk auf Föhr) war ein deutscher Drucker, Redakteur und Politiker des Gewerbe- und Handwerkerbunds in Mecklenburg-Strelitz.

## Leben
Bohl wuchs in Neustrelitz auf und lernte Drucker in der Druckerei seines Vaters Hermann Bohl, Hof-Buchdrucker und Herausgeber der Neustrelitzer Zeitung. Nach seinen Wanderjahren als Geselle durch Deutschland kehrte er 1908 nach Neustrelitz zurück und arbeitete wieder in der Druckerei seines Vaters. Von 1914 bis 1918 leistete er Kriegsdienst im Ersten Weltkrieg. 1919 wurde er für den Gewerbe- und Handwerkerbund Mitglied im ersten ordentlichen Landtag von Mecklenburg-Strelitz. 1921 zog er mit seiner Familie nach Hamburg, wo er eine Musikaliendruckerei erwarb. 1929 ging er nach Föhr, wo er die Druckerei und die lokale Zeitung Insel-Bote kaufte und von 1929 bis 1960 Herausgeber des Heimatblattes für die Inseln Föhr, Amrum und die Halligen war.
Otto Bohl war seit dem 6. Oktober 1911 verheiratet mit Eva (Theodore Elise Emma), geb. Wilke (* 24. März 1885 in Schwerin; † 26. Oktober 1967 in Wyk), Tochter eines Postsekretärs.